# Burnt Offerings
Burnt Offerings – trzeci album zespołu Iced Earth. Został wydany w 1995 roku nakładem wytwórni Century Media Records.

## Lista utworów
1. "Burnt Offerings" – 7:22
2. "Last December" – 3:24
3. "Diary" – 6:03
4. "Brainwashed" – 5:23
5. "Burning Oasis" – 6:00
6. "Creator Failure" – 6:03
7. "The Pierced Spirit" – 1:54
8. "Dante's Inferno" – 16:30